# Markkleeberger See
Der Markkleeberger See ist ein als Bergbaufolgelandschaft künstlich entstandener See östlich der namensgebenden Stadt Markkleeberg südlich von Leipzig. Wie der benachbarte Störmthaler See, von dem er nur durch die Autobahn 38 getrennt wird, ist er Teil eines gefluteten Tagebaurestlochs. Der Markkleeberger See ist mit seiner Tiefe von 57 oder 58 Metern der tiefste See des Leipziger Neuseenlands.

## Flutung
Er entstand vom 20. Juli 1999 bis Juni 2006 durch die Flutung des Nordteils des Braunkohletagebaus Espenhain. Seit dem 15. Juli 2006 ist der See für die Öffentlichkeit als Badegewässer und für den Bootsverkehr zur Nutzung freigegeben. Die Fläche des Sees beträgt 252 ha, der Speicherraum etwa 61 Millionen Kubikmeter Wasser. Der Wasserspiegel liegt bei 113 m über NN. Als Abfluss verbindet die Kleine Pleiße den See mit der Pleiße.
Der Seenverbund des Markkleeberger mit dem Störmthaler See über einen 800 Meter langen Kanal wurde am 18. Mai 2013 fertiggestellt. Hier entstand eine Schleuse mit vier Meter Hub, da die Seen unterschiedliche Wasserspiegelhöhen haben. Der Kanal besitzt eine Brücke mit einer Durchfahrtshöhe von 9,48 Metern, so dass auch Segelboote durchfahren können. Der Kanal ist seit 2021 aufgrund von Schäden gesperrt.
Zwischen November 2017 und Juni 2018 wurde ein 618 Meter langer, erosionsgesicherter Graben mit Kaskaden zur Überwindung von 29 Meter Höhenunterschied gebaut, der eine offene Einleitung des Auenhainer Grabens ermöglicht. Dieser entwässert die Gebiete östlich des Sees.

## Wegenetz
Seit Fertigstellung im Jahr 2009 kann man auf verschiedenen Höhen auf einem ausgedehnten Wegenetz den See umrunden – nahe am Wasser auf dem „Unteren Uferweg“ und oberhalb auf dem Uferrundweg (Länge 9,2 km) und seinen zahlreichen landschaftlich attraktiven Nebenwegen.

## Einrichtungen

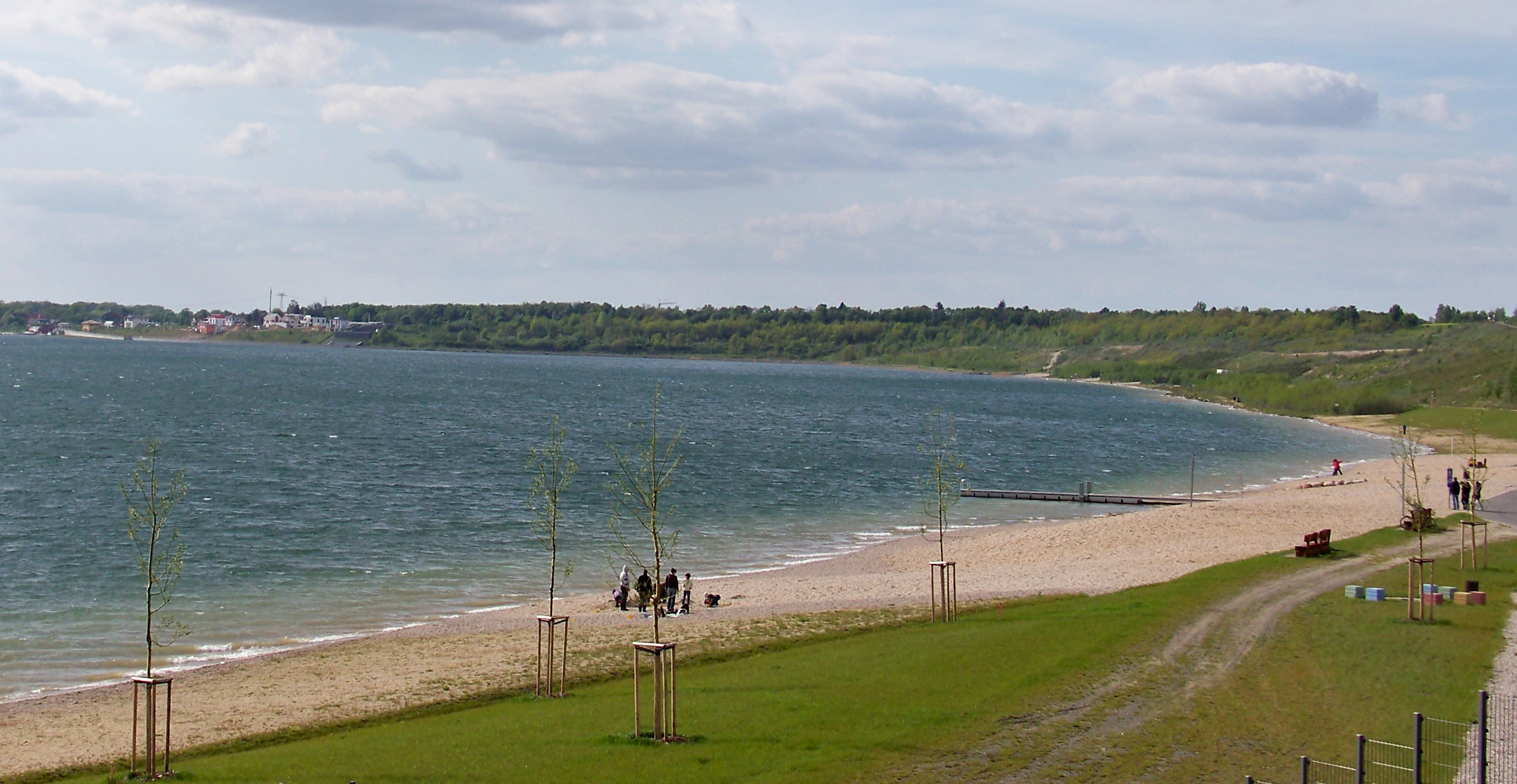
Strand bei Auenhain

- Seepromenade: Am Nordufer verläuft eine befestigte Seepromenade, welche aus Ausgangspunkt zur Erkundung des Leipziger Neuseenlandes dienen kann. Hier wurden auch Stellflächen für PKW geschaffen und gastronomische Einrichtungen angesiedelt. Seit September 2012 starten hier Schiffstouren mit zwei Fahrgastschiffen. Das erste Schiff wurde am 8. Oktober 2012 auf den Namen „MS Wachau“ getauft.[3] Seine Route, die mit der Fertigstellung der Kanupark-Schleuse zum Störmthaler See seit 2013 auch auf diesen ausgedehnt wurde, kann für Linien- oder Rundfahrten genutzt werden. Mit dem zweiten Schiff, der MS Markkleeberg, werden stündliche Rundfahrten auf dem Markkleeberger See angeboten.[4]
- Bootssteg, Surfstrand, Segelstützpunkt
- Badestrände: Entlang der Nordostböschung zwischen der Seepromenade in Markkleeberg Ost und der Auenhainer Bucht befinden sich Badestrände in verschiedenen Qualitätsstufen: Familienstrand an der Seepromenade, Grüne Strandbuchten am Wachauer Strand, Auenhainer Sportstrand und Hundestrand
- Kanupark Markkleeberg: Kanusport- und Wildwasseranlage mit zwei unabhängigen Strecken mit einer Länge von 130 bzw. 270 Metern, vorrangig für den Kanu-Spitzensport, aber auch für den Freizeitsport
- Seepark Auenhain: Oberhalb des Markkleeberger Sees befindet sich das Feriendorf Seepark Auenhain mit 38 Ferienhäusern, einem Restaurant, einem Wellness- und Beautyhaus sowie einem Kinderhaus.
- Modellbaupark Auenhain
- Kletterpark Markkleeberg
- Wassersportstation Auenhainer Bucht
- Bootsverleih Seepromenade
- Erlebnisrast- und Spielplatz an der Seepromenade
- Insel: Die sogenannte „Getzelauer Insel“, vor dem Südstrand des Sees gelegen, ist Teil eines Vorranggebietes für Natur und Landschaft, welche ein großes Gebiet südlich des Sees umfasst.